# Rhopalomyia ambrosinae
Rhopalomyia ambrosinae är en tvåvingeart som beskrevs av Gagne 2004. Rhopalomyia ambrosinae ingår i släktet Rhopalomyia och familjen gallmyggor.
Artens utbredningsområde är Spanien. Inga underarter finns listade i Catalogue of Life.